# Sereno Watson
Sereno Watson (1. prosince 1826 East Windsor Hill, Connecticut – 9. března 1892 Cambridge) byl americký botanik. 

## Život
Studium na Yale dokončil roku 1847. V Kalifornii se připojil k expedici Clarence Kinga a nakonec stal expedičním botanikem. Asa Gray jej jmenoval asistentem Gray Herbarium roku 1873, později se stal jeho správcem.
Jeho dcera Edith Watsonová byla fotografka.

## Dílo
- Botany, v Report of the geological exploration of the 40th parallel made ... od Clarence Kinga, 1871